# Белькович, Олег Игоревич
Олег Игоревич Белькович (29 декабря 1934 — 11 июля 2020) — советский и российский астроном.

## Биография
Родился 29 декабря 1934 года в Казани в семье астронома И. В. Бельковича. Окончил Казанский университет в 1957 по специальности «радиофизика». Работал в Астрономической Обсерватории им. Энгельгардта инженером на радиолокационной станции, предназначенной для наблюдения метеоров. В 1964 защитил кандидатскую диссертацию. В 1960-х годах в течение 5 месяцев под руководством известного исследователя метеоров Т. Р. Кайзера проходил научную стажировку в Англии, в Шеффилдском университете. В 1970—1976 — заместитель директора обсерватории по научной работе, в 1976—1991 — директор.
Основные труды в области метеорной астрономии, с 1976 — член Международного Астрономического Союза, вице-президент (1979—1982) и президент (1982—1985) Комиссии 22 MAC «Метеоры и межпланетная пыль». Член-основатель Европейского Астрономического Общества, член Международной Метеорной Организации. Был членом Астрономического Совета АН СССР, членом Комиссии АН СССР по международному междисциплинарному Проекту Глобальной системы метеорных наблюдений «ГЛОБМЕТ».
Автор более 100 научных работ.